# Monnina erecta
Monnina erecta är en jungfrulinsväxtart som beskrevs av Ramón Alejandro Ferreyra. Monnina erecta ingår i släktet Monnina och familjen jungfrulinsväxter. Inga underarter finns listade i Catalogue of Life.